# Емануель Фоєрманн
Емануель Фоєрманн (нім. Emanuel Feuermann; 22 листопада 1902, Коломия — 25 травня 1942, Нью-Йорк) — австрійсько-німецький віолончеліст єврейського походження.

## Біографія
Емануель Фойерман народився 22 листопада 1902 року в Коломиї (нині Івано-Франківської область Україна). Ще дитиною переїхав з родиною до Відня. Почав кар'єру в ранньому віці. 1929 року став наймолодшим професором в Берлінської вищої школи музики. Серед учнів — Хідео Сайто. 1933 року, з приходом до влади нацистів, переїхав до Лондона. У середині 1930-их років багато гастролював по світу, деякий час жив у Цюріху.
1938 року емігрував до Палестини, а потім — до США. У Сполучених Штатах він багато працював, викладав як приватним, так і офіційно, в Кертісовському Інституті музики), записує платівки.
Фоєрманн помер у віці 39 років через ускладнень під час хірургічного втручання..
На згадку про талановитого музиканта з 2002 року в Берліні проводиться Міжнародний конкурс віолончелістів імені Емануеля Фоєрманна. За останні роки його організовували тричі — 2002, 2006 і 2014 року.